# آیوکاپ
آیوکاپ (Aiocup) مسابقات کشوری خلاقیت، نوآوری و کارآفرینی در حوزه برنامه‌نویسی و هوش مصنوعی است که تا کنون سه دوره موفق را پشت سر گذاشته است. این مسابقات با هدف کشف و حمایت از استعدادهای برتر و ایده‌های خلاقانه در حوزه برنامه‌نویسی و هوش مصنوعی طراحی شده‌اند.

## تاریخچه
سه دوره کامل این مسابقات تا به حال با موفقیت سپری شده‌اند و دور چهارم آن نیز در حال برگزاری است.
اولین دوره مسابقات آیوکاپ در خرداد ماه ۱۴۰۲ به صورت آنلاین در دو بخش اصلی خلاقیت و نوآوری و چالش علمی برگزار شد. در بخش ایده‌ها شرکت‌کنندگان ایده‌ها و نوآوری‌های خود را در قالب یک فایل پروپوزال به دبیرخانه مسابقات ارسال کردند.
دومین دوره از این مسابقات، در همان سال با بیش از ۷۰۰ نفر شرکت‌کننده برگزار شد. این سری از مسابقات در سه بخش اصلی ایده و نوآوری، چالش‌های برنامه‌نویسی و هوش مصنوعی و معرفی استارتاپ‌ها برگزار شد. در هر حوزه ۱۰ موضوع برای شرکت‌کنندگان تعریف شده بود که هر نفر می‌بایست یکی از این موارد را انتخاب کرده و در زمان مقرر برای داوری ارسال کند. اختتامیه این سری از مسابقات آیوکاپ در هتل بزرگ فردوسی تهران برگزار شد.
سومین مرحله از مسابقات کشوری آیوکاپ مانند دوره‌های قبلی شامل بخش‌های چالش‌ها و ایده‌ها و نوآوری بود. بیش از ۲۰۰۰ نفر از علاقه‌مندان به حوزه‌های برنامه‌نویسی و هوش مصنوعی در این دوره از مسابقات شرکت کردند. چالش‌های برنامه‌نویسی این بخش در سطوح مبتدی، متوسط و پیشرفته طراحی شدند، تا همه افراد اعم از متخصصان و افراد تازه‌کار بتوانند مهارت‌های خود در حوزه برنامه‌نویسی را به چالش بکشند. شرکت کنندگان در بخش ایده‌ها و نوآوری، ایده‌های خلاقانه خود را در ۱۰ موضوع هنر، صنعت، طبیعت، مدیریت، سرگرمی، مالی، پزشکی، آموزش، کارآفرینی، مد و پوشاک و ورزش و سلامت با محوریت برنامه‌نویسی و هوش مصنوعی برای داوری ارسال کردند. اختتامیه سومین دوره از مسابقات آیولرن در تاریخ ۲۱ اردیبهشت ماه ۱۴۰۳ در دانشگاه صنعتی امیرکبیر برگزار شد.
چهارمین دوره مسابقات خلاقیت و نوآوری در حوزه برنامه‌نویسی و هوش مصنوعی آیوکاپ نیز، به‌طور رسمی آغاز به کار کرد. افتتاحیه این مراسم در تالار شهید رجب‌بیگی دانشکده فنی دانشگاه تهران با حضور جمعی از فعالان حوزه فناوری و نوآوری، برگزار شد. در اردیبهشت ماه ۱۴۰۴ نتایج این سری از مسابقات مسابقه اعلام خواهند شد.
| دوره       | تاریخ اختتامیه   | محل برگزاری            |
| ---------- | ---------------- | ---------------------- |
| دوره اول   | ۲۰ خرداد ۱۴۰۲    | آنلاین                 |
| دوره دوم   | ۱۷ آذر ۱۴۰۲      | هتل بزرگ فردوسی تهران  |
| دوره سوم   | ۲۱ اردیبهشت ۱۴۰۳ | دانشگاه صنعتی امیرکبیر |
| دوره چهارم | اردیبهشت ۱۴۰۴    | دانشگاه تهران          |

## ساختار مسابقات
مسابقات آیوکاپ در دو بخش اصلی برگزار می‌شود:
1. ایده و نوآوری: شرکت‌کنندگان در این بخش با ارائه راه‌حل‌های خلاقانه و ایده‌های نوآورانه در ۱۰ حوزه مشخص، قابلیت‌های خود را در طراحی و توسعه پروژه‌های جدید را به نمایش می‌گذارند.
2. چالش‌های برنامه‌نویسی و هوش مصنوعی: این بخش برای علاقه‌مندان به حل مسائل برنامه‌نویسی و هوش مصنوعی طراحی شده است و فضایی را برای رقابت در بالاترین سطح فراهم می‌کند. پروژه‌های این بخش شامل سطح‌های سختی مختلف می‌باشد که به شرکت‌کنندگان سطوح مختلف امکان شرکت در مسابقات را می‌دهد.

## حامیان
سومین دوره مسابقات آیوکاپ با حمایت نهادها و سازمان‌های معتبر ملی و بین‌المللی از جمله سازمان مالکیت معنوی اختراعات جهانی (WIIPA)، جهاد دانشگاهی واحد صنعتی امیرکبیر، GCISR و انجمن اختراعات و نوآوری ترکیه (Tummiad) برگزار شد.

## دستاوردها
مسابقات آیوکاپ با هدف کشف استعدادهای نهفته، توسعه مهارت‌های عملی، شبکه‌سازی و ارتباطات حرفه‌ای و حمایت از ایده‌های نوآورانه برگزار می‌شود. این مسابقات بستری برای علاقه‌مندان به فناوری فراهم می‌کند تا مهارت‌های خود را به چالش بکشند و ایده‌های خود را به جامعه علمی و صنعتی معرفی کنند.
دستاورد بزرگ دومین دوره مسابقات، اعزام افراد برتر این سری به مسابقات بین‌المللی استانبول بود. شش تیم برتر این رقابت‌ها نماینده ایران در این مسابقات شدند.

## برگزار کننده
مسابقات کشوری خلاقیت، نوآوری و کارآفرینی آیوکاپ ازجمله فعالیت‌های آیولرن (Aiolearn) در حوزه برنامه‌نویسی و هوش مصنوعی است.
آیولرن یک پلتفرم آموزشی تخصصی در حوزه برنامه‌نویسی و هوش مصنوعی است که در سال ۱۴۰۱ با هدف فراهم کردن آموزش‌های کاربردی و تخصصی برای دانشجویان، علاقه‌مندان و متخصصان این حوزه توسط دکتر مجید تجن‌جاری تأسیس شد.
این آکادمی با بهره‌گیری از متدهای آموزشی نوین سعی دارد فاصله میان یادگیری تئوری و مهارت‌های عملی مورد نیاز در بازار کار را کاهش دهد و در توسعه اکوسیستم فناوری کشور تأثیرگذار باشد.